# Aleksandr Grin
Aleksandr Grin (egentligen: Aleksandr Stepanovitj Grinjevskij) född 23 augusti 1880 i Slobodskoj, guvernementet Vjatka, död 8 juli 1932 i Staryj Krym, var en rysk författare.
Grin har skrivit romantiska noveller och romaner. Hans historier ägde rum i ett fantasiland och handlade om havet, äventyr och kärlek. Landet fick namnet Grinlandia av en litterär kritiker.

## Biografi
Aleksandr Grin föddes Aleksandr Stepanovitj Grinevskij (ryska: Александр Степанович Гриневский) i en förort till Vyatka 1880 och var son till polack Stefan Hryniewski, som utvisades efter januariupproret 1863. Hans mor var en rysk sjuksköterska, Anna Ljapkova. 1896 efter examen från en skola i Vjatka åkte Grinevskij till Odessa och levde livet som en vagabond. Han arbetade som matros, guldletare, byggnadsarbetare, och soldat, men ofta var han utan arbete och livnärde sig på att tigga. Ibland skickade hans far pengar till honom.
Efter att ha anslutit sig till den ryska armén, blev han en medlem av Socialistrevolutionära partiet, greps, och tillbringade en tid i fängelse på grund av "revolutionär propaganda". Hans första novell publicerades i en tidning 1906. Samma år greps han i Sankt Petersburg och dömdes till fyra år i exil i ett avlägset område i guvernementet Tobolsk. Men mycket snart efter ankomsten till Tobolsk, flydde Grin och återvände till Petersburg för att leva illegalt. Han arresterades igen 1910 och skickades för att bosätta sig i guvernementet Arkhangelsk. Grin och hans första hustru Vera Pavlovna Abramova (som han gifte sig med 1910) levde tillsammans under åren 1910-1912 i en liten by som heter Kegostrov.
År 1912 återvände Grin till Sankt Petersburg och skilde sig från sin hustru. På den tiden publicerade han mestadels noveller; de flesta av hans större verk skrivna efter Oktoberrevolutionen har haft stor popularitet under första halvan av 1920-talet. 1921 gifte sig Grin för andra gången med Nina Nikolajevna Grin (Нина Николаевна Грин). 1924 flyttade de till Feodosija för att bo nära havet. På senare dagar var Grins romantiska visioner i skarp konflikt med den traditionella sovjetiska litteraturen. Förlag i Moskva och Leningrad vägrade publicera Grins romantiska skrifter. Han och hans hustru levde i extrem fattigdom. Grin led av alkoholism och tuberkulos som slutligen förstörde hans hälsa. Han dog av magsäckscancer 1932 i Stary Krym.

## Litterära verk
De flesta av Aleksandr Grins historier har inte något direkt samband med verkligheten varken av kejsardömet Ryssland eller Sovjetunionen. Platsen för händelser i romaner och noveller var ett icke namngivet land vid havet, till synes långt från Europa, men med alla tecken är Västra Europa i namn och utseende. Även hans litterära pseudonym (Grin) är en avrussifierad form av hans riktiga efternamn (Grinevskij).
Trots kritiken har Grins verk en universell dragningskraft. Liksom andra författare inom fantasygenren från den andra halvan av 20-talet, åskådliggör Grin mänskliga önskningar och känslor. Hans värld är inte ren saga. Den har många saker gemensamt med verkligheten i början av 20-talet (såsom bilar och banker), men det är alltid mycket mer romantisk och "barnsligt". Den är befolkad av sjökaptener, sjömän, forskare, resenärer, brottslingar, extravaganta aristokrater, barnsliga flickor, eleganta skurkar och starka hjältar som alltid är trogna sina drömmar, Grins värld (ofta kallad Grinlandia) är en av de mest attraktiva och "beboeliga" fantasivärldar i litteraturen. Några av hans romaner innehåller ett element av magi - inte som en etablerad del av hans värld, men alltid som ett mirakel som förändrar livet för de som möter den.